# Saint-Jean-de-Barrou
Saint-Jean-de-Barrou è un comune francese di 272 abitanti situato nel dipartimento dell'Aude nella regione dell'Occitania.

## Società

### Evoluzione demografica
Abitanti censiti